# Year of the Gentleman
Year of the Gentleman is het derde album van Amerikaanse R&B-zanger Ne-Yo. Het album werd uitgebracht op 16 september 2007 en was een commercieel succes. Alleen in de VS verkocht Year Of The Gentleman meer dan 650.000 platen, en de hitsingles "Closer" en "Miss Independent" werden successen. Het album is 6 keer genomineerd voor de komende Grammy Awards van 2009, onder andere in de categorie Album of the Year.

## Tracklist
| #  | Title                      | Producer(s)          | Time |
| -- | -------------------------- | -------------------- | ---- |
| 1  | "Closer"                   | Stargate & Ne-Yo     | 3:54 |
| 2  | "Nobody"                   | Ne-Yo                | 3:07 |
| 3  | "Single" (Ne-Yo solo)      | Polow da Don         | 4:18 |
| 4  | "Mad"                      | Stargate & Ne-Yo     | 4:15 |
| 5  | "Miss Independent"         | Stargate & Ne-Yo     | 3:52 |
| 6  | "Why Does She Stay"        | Stereotypes          | 4:33 |
| 7  | "Fade Into The Background" | Shomari "Sho" Wilson | 3:18 |
| 8  | "So You Can Cry"           | Syience              | 4:18 |
| 9  | "Part Of The List"         | Chuck Harmony        | 4:10 |
| 10 | "Back To What You Know"    | Stargate & Ne-Yo     | 4:10 |
| 11 | "Lie To Me"                | Shea Taylor          | 4:27 |
| 12 | "Stop This World"          | Chuck Harmony        | 4:24 |

## Hitnotering
| "Year of the Gentleman" in de Nederlandse Album Top 100 - binnen: 20-09-2008 | "Year of the Gentleman" in de Nederlandse Album Top 100 - binnen: 20-09-2008 | "Year of the Gentleman" in de Nederlandse Album Top 100 - binnen: 20-09-2008 | "Year of the Gentleman" in de Nederlandse Album Top 100 - binnen: 20-09-2008 | "Year of the Gentleman" in de Nederlandse Album Top 100 - binnen: 20-09-2008 | "Year of the Gentleman" in de Nederlandse Album Top 100 - binnen: 20-09-2008 | "Year of the Gentleman" in de Nederlandse Album Top 100 - binnen: 20-09-2008 | "Year of the Gentleman" in de Nederlandse Album Top 100 - binnen: 20-09-2008 | "Year of the Gentleman" in de Nederlandse Album Top 100 - binnen: 20-09-2008 | "Year of the Gentleman" in de Nederlandse Album Top 100 - binnen: 20-09-2008 | "Year of the Gentleman" in de Nederlandse Album Top 100 - binnen: 20-09-2008 | "Year of the Gentleman" in de Nederlandse Album Top 100 - binnen: 20-09-2008 | "Year of the Gentleman" in de Nederlandse Album Top 100 - binnen: 20-09-2008 | "Year of the Gentleman" in de Nederlandse Album Top 100 - binnen: 20-09-2008 | "Year of the Gentleman" in de Nederlandse Album Top 100 - binnen: 20-09-2008 | "Year of the Gentleman" in de Nederlandse Album Top 100 - binnen: 20-09-2008 | "Year of the Gentleman" in de Nederlandse Album Top 100 - binnen: 20-09-2008 | "Year of the Gentleman" in de Nederlandse Album Top 100 - binnen: 20-09-2008 | "Year of the Gentleman" in de Nederlandse Album Top 100 - binnen: 20-09-2008 | "Year of the Gentleman" in de Nederlandse Album Top 100 - binnen: 20-09-2008 |
| Week                                                                         | 01                                                                           | 02                                                                           | 03                                                                           | 04                                                                           | 05                                                                           | 06                                                                           | 07                                                                           | 08                                                                           | 09                                                                           | 10                                                                           | 11                                                                           | 12                                                                           | 13                                                                           | 14                                                                           | 15                                                                           | 16                                                                           | 17                                                                           | 18                                                                           | 19                                                                           |
| ---------------------------------------------------------------------------- | ---------------------------------------------------------------------------- | ---------------------------------------------------------------------------- | ---------------------------------------------------------------------------- | ---------------------------------------------------------------------------- | ---------------------------------------------------------------------------- | ---------------------------------------------------------------------------- | ---------------------------------------------------------------------------- | ---------------------------------------------------------------------------- | ---------------------------------------------------------------------------- | ---------------------------------------------------------------------------- | ---------------------------------------------------------------------------- | ---------------------------------------------------------------------------- | ---------------------------------------------------------------------------- | ---------------------------------------------------------------------------- | ---------------------------------------------------------------------------- | ---------------------------------------------------------------------------- | ---------------------------------------------------------------------------- | ---------------------------------------------------------------------------- | ---------------------------------------------------------------------------- |
| Nummer                                                                       | 26                                                                           | 36                                                                           | 40                                                                           | 44                                                                           | 51                                                                           | 56                                                                           | 68                                                                           | 63                                                                           | 69                                                                           | 80                                                                           | 82                                                                           | 89                                                                           | 83                                                                           | 60                                                                           | 71                                                                           | 73                                                                           | 56                                                                           | 49                                                                           | 56                                                                           |
| Week                                                                         | 20                                                                           | 21                                                                           | 22                                                                           | 23                                                                           | 24                                                                           | 25                                                                           | 26                                                                           | 27                                                                           |                                                                              | 28                                                                           | 29                                                                           | 30                                                                           | 31                                                                           | 32                                                                           | 33                                                                           |                                                                              | 34                                                                           |                                                                              |                                                                              |
| Nummer                                                                       | 41                                                                           | 53                                                                           | 61                                                                           | 71                                                                           | 88                                                                           | 75                                                                           | 92                                                                           | 88                                                                           | uit                                                                          | 86                                                                           | 98                                                                           | 89                                                                           | 87                                                                           | 78                                                                           | 91                                                                           | uit                                                                          | 88                                                                           | uit                                                                          |                                                                              |